# 神谷操
神谷 操（かみや みさお、1986年 - ）は、画家、作曲家(シンセサイザー音楽)、映像作家。

## 概要
栃木県宇都宮市生まれ。油絵から映像作品、音楽(作曲/シンセサイザー)まで様々な分野において活動。
2014年に自らのニューエイジ・ミュージックのCDをリリースするため自主レーベルとして株式会社シャトーブランを設立。定期的に地元宇都宮市で個展を開いている。

## 個展
- 『操の部屋』(2016)
- 『神谷操絵画展 SCANDAL 2017』(2017)
- 『神谷操絵画展 Side by Side 2020』(2020)
- 『神谷操 Art Marche展』(2021)
- 『神谷操 Salon de Marronnier展』(2022)
- 『神谷操 Media展』(2023)

## ディスコグラフィー
- 『Sacred Forest』(2014)
- 『Pure Land』(2015)
- 『Look for Shangri-La』(2015)
- 『Nirai Kanai』(2016)
- 『Rose of Sharon』(2016)
- 『Kamuy Mintara』(2019)
- 『MAYA』(2020)
- 『Voodoo Summer』(2022)